# Agnieszka Radwańska
Agnieszka Roma Radwańska, poljska tenisačica, * 6. marec 1989, Krakov, Poljska.
Radwańska je nekdanja št. 2 na ženski jakostni lestvici WTA in finalistka Grand Slam turnirja za Odprto prvenstvo Anglije leta 2012, ko jo je v treh nizih premagala Serena Williams. Na turnirjih za Odprto prvenstvo Avstralije se je najdlje uvrstila v polfinale v letih 2014 in 2016, na turnirjih za Odprto prvenstvo Francije v četrtfinale leta 2012, na turnirjih za Odprto prvenstvo ZDA pa v četrti krog. Leta 2015 je osvojila zaključni turnir sezone v Singapurju in Hopmanov pokal. Trikrat je nastopila na olimpijskih igrah. Leta 2018 je pri devetindvajsetih letih končala kariero zaradi poškodb. 

## Finali Grand Slamov

### Posamično (1)

#### Porazi (1)
| Leto | Turnir                   | Nasprotnica v finalu | Rezultat finala |
| 2012 | Odprto prvenstvo Anglije | Serena Williams      | 1–6, 7–5, 2–6   |